# Alberto Pacher
Alberto Pacher, né le 27 août 1956 à Trente, est un homme politique italien, membre du Parti démocrate. Il est président par intérim de la province autonome de Trente de 2012 à 2013 et président de la région du Trentin-Haut-Adige de 2013 à 2014.

## Biographie
Membre du Parti communiste italien jusqu'en 1991, puis du Parti démocrate de la gauche, il est élu conseiller municipal de Trente en 1990, devient adjoint au maire en 1993 et vice-maire en 1995. C'est à ce titre qu'il exerce l'intérim des fonctions de maire après la démission de Lorenzo Dellai en octobre 1998. Enfin, en mai 1999, il est élu maire avec 63,3 % des voix et réélu en 2005. Membre des Démocrates de gauche à partir de 1998, il rejoint le Parti démocrate en 2007.
Il quitte ses fonctions de maire en septembre 2008 pour pouvoir se présenter aux élections provinciales du 3 novembre suivant. Il devient alors vice-président de la junte provinciale, chargé des travaux publics, de l'environnement et des transports.
Après la démission de Lorenzo Dellai de la présidence de la province autonome de Trente en décembre 2012, Pacher lui succède à titre intérimaire, avant d'être élu président de la région du Trentin-Haut-Adige le 22 janvier 2013.
Il reçoit Tenzin Gyatso, le 14e dalaï-lama lors d'une visite en Italie le 11 avril 2013 au siège provincial de la Piazza Dante.
En désaccord avec son parti, il ne se présente pas lors des élections provinciales du 27 octobre 2013 où la coalition du centre-gauche est représentée par Ugo Rossi, qui succède à Alberto Pacher le 9 novembre suivant à la tête de la province de Trente et le 27 février 2014 à la tête de la région.